# Berahan Wetan
Berahan Wetan is een bestuurslaag in het regentschap Demak van de provincie Midden-Java, Indonesië. Berahan Wetan telt 7356 inwoners (volkstelling 2010).